# Kitale
Kitale este un oraș din Kenya.